# Summa (Karelen)
Summa är en ort på Karelska näset i Leningrad oblast i Ryssland. Den tillhörde Finland fram till fredsslutet 1944. Orten är framför allt känd för att den ingick i den så kallade Mannerheimlinjen samt att det var här som sovjetiska styrkor bröt igenom den finska försvarslinjen 11 februari 1940 under finska vinterkriget varefter finska armen tvingades retirera.